# Umberto Scarimboli
Umberto Scarimboli (Milano, 3 novembre 1949) è un dirigente d'azienda italiano.

## Biografia
Laureato con lode in Economia e Commercio dopo studi in Italia e negli USA, è entrato in “api” - anonima petroli italiana nel 1973 presso il Servizio Estero, di cui è diventato responsabile nel 1977. Dirigente d'Azienda dal 1978, nel 1980 viene nominato Direttore Centrale Supply, Trading e Finanza, e nel 1990 Direttore Generale Approvvigionamenti e Raffinazione. Dal 1998 è Amministratore delegato di “api”, e nel 2005 anche di IP. 
È altresì Presidente di api Raffineria, api Energia e api nòvaenergia, nonché Consigliere di Amministrazione di altre società del Gruppo, sia in Italia che all'estero. Dal 2011 è anche Vice Presidente Esecutivo di api holding, società di vertice del gruppo multienergy italiano. Membro della Giunta e del Consiglio Direttivo dell'Unione Petrolifera, di cui è anche Vice presidente dal 2006. Membro del Comitato Tecnico Relazioni Industriali di Confindustria. Da settembre 2012 ha lasciato le deleghe esecutive nelle società operative, e dal giugno 2013 anche quelle di Vice Presidente del Consiglio di Amministrazione di api Spa e dell'Unione Petrolifera. È Vice Presidente della Cala Piccola SpA, proprietaria dell'Hotel Torre di Cala Piccola all'Argentario, e della Marina Cala Galera Circolo Nautico SpA. Da luglio 2015 è anche Presidente del Nucleo di Valutazione del Conservatorio di Musica S. Cecilia.